# Echiniscoides
Genre
Echiniscoides est un genre de tardigrades de la famille des Echiniscoididae. 

## Liste des espèces
Selon Degma, Bertolani et Guidetti, 2016 :
- Echiniscoides andamanensis Chang & Rho, 1998
- Echiniscoides bruni D'Addabbo Gallo, Grimaldi de Zio, Morone De Lucia & Troccoli, 1992
- Echiniscoides hoepneri Kristensen & Hallas, 1980
- Echiniscoides horningi Miller & Kristensen, 1999
- Echiniscoides pollocki Hallas & Kristensen, 1982
- Echiniscoides sigismundi (Schultze, 1865)
- Echiniscoides travei Bellido & Bertrand, 1981
- Echiniscoides wyethi Perry & Miller, 2015

## Publication originale
- Plate, 1888 : Beiträge zur Naturgeschichte der Tardigraden. Zoologische Jahrbücher. Abteilung für Anatomie und Ontogenie der Tiere, vol. 3, p. 487-550 (texte intégral).